# Khor (Rússia)
Khor (en rus: Хор) és un poble (un possiólok) del krai de Khabàrovsk, a l'Extrem Orient de Rússia. El 2019 tenia 9.046 habitants. Pertany al districte rural de Lazó.